# Imperatriz do Sol
Sociedade Beneficente Imperatriz do Sol é uma escola de samba da cidade de Santa Cruz do Sul, Rio Grande do Sul. Foi fundada em 18 de fevereiro de 1995, e desde então já conquistou em sete vezes o carnaval de sua cidade.

## Segmentos

### Presidentes
| Nome                                   | Mandato | Ref.  |
| -------------------------------------- | ------- | ----- |
| Luis Roberto Santos de Oliveira (Dime) | ? - ?   | [ 1 ] |

### Corte de bateria
| Ano  | Rainha              | Madrinha                   | Ref.  |
| ---- | ------------------- | -------------------------- | ----- |
| 2010 | Lúcia Elaine Guedes | Marciane Silveira da Rosa  | [ 4 ] |
| 2016 | Samantha Furtado    | Thays Gonçalves dos Santos | [ 1 ] |
| 2017 |                     |                            |       |

## Carnavais
| Ano                                                                 | Colocação                                                           | Grupo                                                               | Enredo                                                                                     | Carnavalesco                                                        | Intérprete                                                          | Ref.                |
| ------------------------------------------------------------------- | ------------------------------------------------------------------- | ------------------------------------------------------------------- | ------------------------------------------------------------------------------------------ | ------------------------------------------------------------------- | ------------------------------------------------------------------- | ------------------- |
| 1998                                                                | Campeã                                                              | A                                                                   |                                                                                            |                                                                     |                                                                     | [ 5 ]               |
| Em 1999 ocorreram apresentações, porém não existiu concurso.        |                                                                     |                                                                     |                                                                                            |                                                                     |                                                                     |                     |
| 2000                                                                | Vice-campeã                                                         | A                                                                   |                                                                                            |                                                                     |                                                                     | [ 6 ]               |
| 2001                                                                | Campeã                                                              | A                                                                   |                                                                                            |                                                                     |                                                                     | [ 7 ]               |
| 2002                                                                | Campeã                                                              | A                                                                   |                                                                                            |                                                                     |                                                                     | [ 8 ]               |
| 2003                                                                |                                                                     | A                                                                   | Nem Arruda Nem Guiné: Sou Sete Pecados, Cai no Samba Quem Quiser                           |                                                                     |                                                                     | [ 9 ]               |
| 2004                                                                | Campeã                                                              | A                                                                   |                                                                                            |                                                                     |                                                                     | [ 10 ]              |
| 2005                                                                | Campeã                                                              | A                                                                   | Unisc integrando-se à comunidade                                                           |                                                                     |                                                                     | [ 11 ] [ 12 ]       |
| 2006                                                                | 3º lugar                                                            | A                                                                   | Aliança, uma jóia de família                                                               |                                                                     |                                                                     | [ 13 ] [ 12 ]       |
| 2007                                                                | Vice-campeã                                                         | A                                                                   | Viagem ao universo do Lions Centro                                                         |                                                                     |                                                                     | [ 14 ] [ 15 ]       |
| 2008                                                                | Vice-campeã                                                         | Único                                                               |                                                                                            |                                                                     |                                                                     | [ 16 ]              |
| No ano de 2009 ocorreram apresentações, porém não existiu concurso. | No ano de 2009 ocorreram apresentações, porém não existiu concurso. | No ano de 2009 ocorreram apresentações, porém não existiu concurso. | No ano de 2009 ocorreram apresentações, porém não existiu concurso.                        | No ano de 2009 ocorreram apresentações, porém não existiu concurso. | No ano de 2009 ocorreram apresentações, porém não existiu concurso. | [ 17 ]              |
| 2010                                                                |                                                                     | Único                                                               | Aplausos a Zona Sul, sua menina vem aí. 15 anos de Festas. Hoje na Imperatriz é só alegria |                                                                     | Sandro Ferraz                                                       | [ 2 ] [ 4 ]         |
| 2011                                                                | Campeã                                                              | Único                                                               | Sou compatível, não me leve a mal, hoje a vida é um destaque, nesse carnaval               |                                                                     |                                                                     | [ 18 ] [ 19 ]       |
| 2012                                                                |                                                                     | Único                                                               | A Evolução do Homem                                                                        |                                                                     |                                                                     | [ 20 ] [ 21 ]       |
| 2014                                                                |                                                                     | Único                                                               | Bem Aventurados os Que Têm Sede de Justiça                                                 |                                                                     |                                                                     | [ 22 ]              |
| 2015                                                                | Campeã                                                              | Único                                                               | A Imperatriz do Sol canta a vida de Paulo Brito!                                           |                                                                     |                                                                     | [ 23 ] [ 24 ]       |
| 2016                                                                | 3º lugar                                                            | Único                                                               | Desvendando os mistérios do Planeta Vermelho: Marte!                                       |                                                                     |                                                                     | [ 1 ] [ 25 ] [ 26 ] |

## Títulos
- Campeã em Santa Cruz do Sul: 1998, 2001, 2002, 2004, 2005, 2011, 2015